# (29126) 1985 CU1
(29126) 1985 CU1 là một tiểu hành tinh vành đai chính. Nó được phát hiện bởi Henri Debehogne ở Đài thiên văn La Silla ở Chile ngày 11 tháng 2 năm 1985.